# ووژانگ
ووژانگ (به لاتین: Wuzhong, Ningxia) یک شهر مرکزی در جمهوری خلق چین است که در نینگ‌شیا واقع شده‌است.